# Gerschnialp

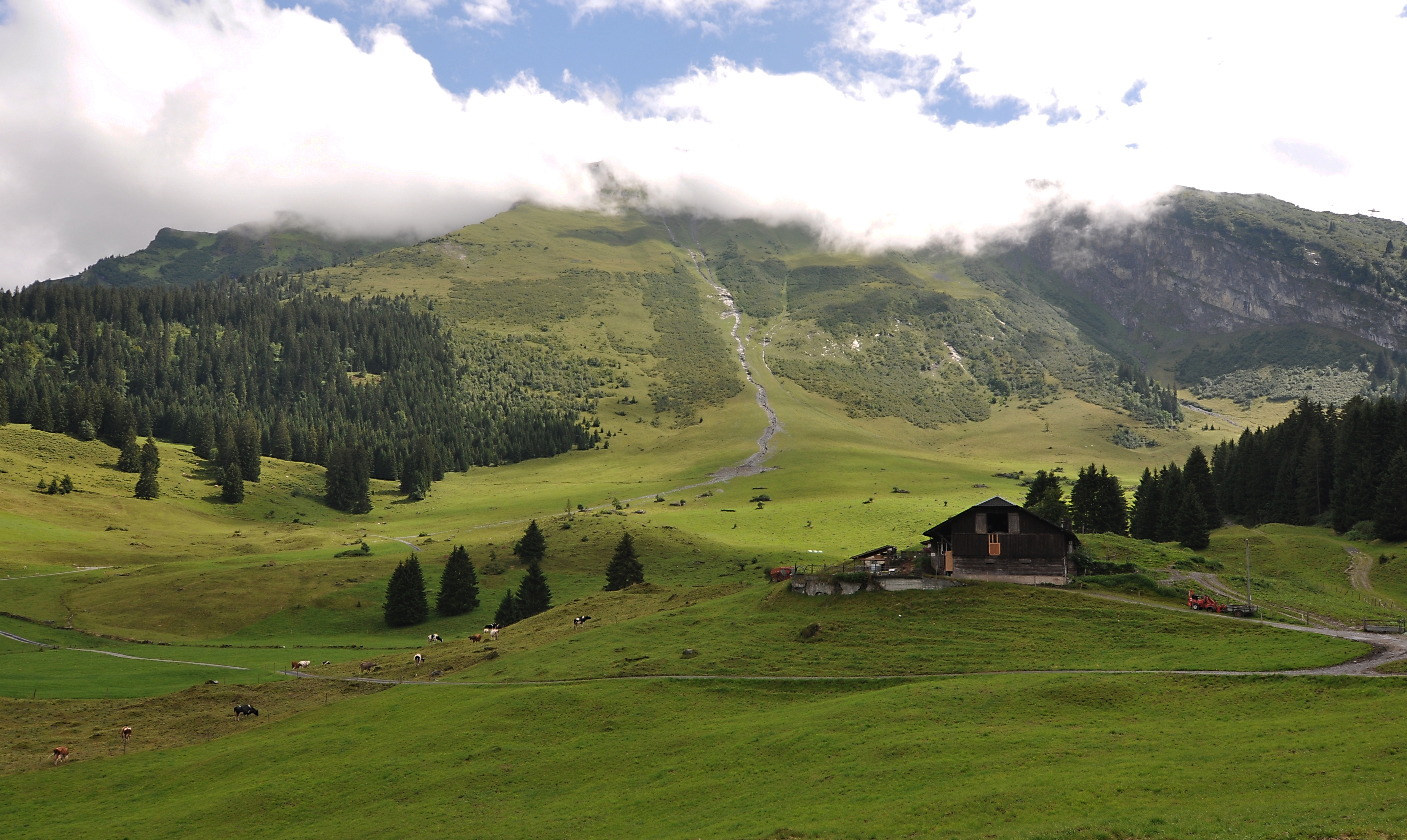
Auf der Gerschnialp

Die Gerschnialp ist eine Alp auf 1200 bis 1350 m ü. M. über dem Engelbergertal im Titlis- und Jochpassgebiet in der Innerschweiz. Sie gehört zur Gemeinde Engelberg, in deren Süden sie sich befindet, und umfasst noch die Sennerei Hinterstafel und die Alp Unter Trüebsee, deren Westteil schon im Gemeindegebiet von Wolfenschiessen im Kanton Nidwalden liegt.

## Lage

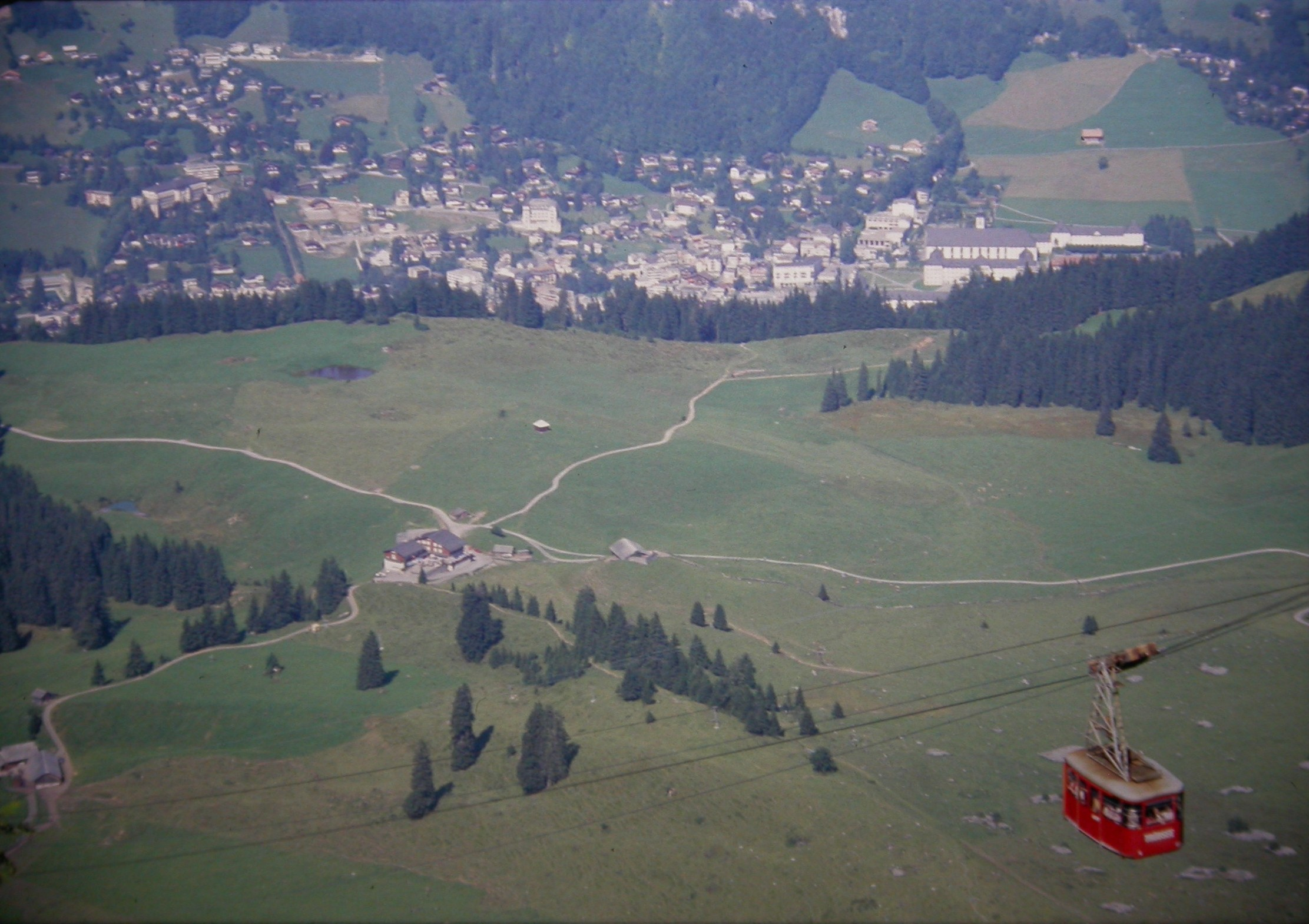
Gerschnialp gesehen von Gerschniberg. Im Vordergrund die Luftseilbahn nach Trübsee und das Benediktinerkloster Engelberg im Hintergrund.

Die Gerschnialp bildet ein Hochplateau auf der ersten Schichtstufe des Titlis-Reissend Noll-Jochstock-Massivs, unterhalb des mächtigen Gerschniberges zum Plateau der Ober Trüebsee Alp, die sich beide aus den liegenden Kalksediment-Bänken der Decke des Aarmassivs aufbauen. Vom Talort ist sie durch eine bewaldete Steilstufe getrennt, und über eine genossenschaftliche Alperschliessungstrasse erreichbar. In der Flur Unter Trüebsee entspringt der Trüebenbach, der unterirdisch vom Trüebsee gespeist wird, und das Gebiet zur Engelberger Aa entwässert.

## Tourismus

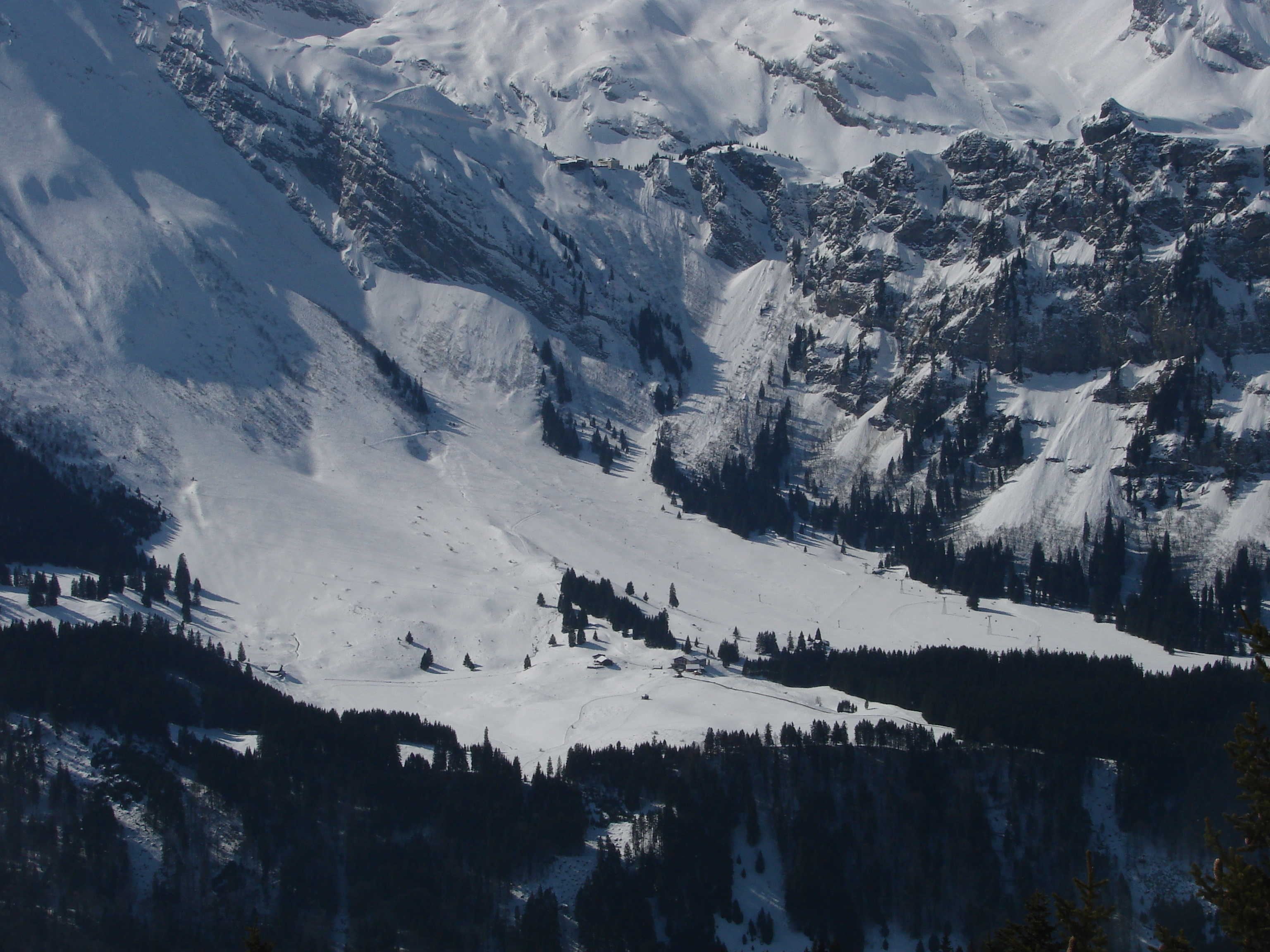
Winterliche Gerschnialp

Von Engelberg aus führt seit 1913 eine Standseilbahn auf die Gerschnialp (Gerschnialpbahn). 1927 wurde ein Luftseilbahn nach Trübsee erbaut. Bis zum Ersatz der Gondelbahn Engelberg-Trübsee durch den TITLIS Xpress Engelberg-Trübsee im Jahr 2015 war die Alp auch Zwischenstation der Titlis-Bahn. Ein Anschluss weiter nach Trübsee und auf den Titlis besteht seitdem nur noch im Winter über die Luftseilbahn Gerschnialp–Trübsee oder die Aelplerseil Untertrübsee-Trübsee.
Auf der Gerschnialp befinden sich zwei Gasthöfe (Ritz, Unter Trübsee, von dort Seilbahn Älplerseil zum Trübsee). Im Winter sind drei Kinderlifte installiert sowie zahlreiche Loipen und Schneeschuhwege angelegt. Die Forststrasse wird im Winter als Schlittelbahn benutzt.
Auf der Alp steht das Zschokke-Haus (1262 m ü. M.) der Studentenschaft der Universität Basel, benannt nach Friedrich Zschokke, und ein  Vertragsschiessplatz. Ein Wanderweg führt ins Alpgebiet Arniwang sowie über den Juchlipass (2171 m ü. M.) oder den Bockigrat (2200 m ü. M.) ins Melchtal.
Die Alpregion Gerschnialp-Hinterstafel hat die Alpkataster Nr. 6191, die Sömmerung wurde in der Alp Unter Trüebsee in den 1950er-Jahren eingestellt.